# José e Maria (canção de Trás-os-Montes)
"José e Maria" é uma canção de Natal tradicional portuguesa, originária da província de Trás-os-Montes.
Esta composição transmontana é, mais precisamente, um hino religioso do Advento, cantado até ao dia 24 de dezembro. Surge publicada em 1959 na publicação periódica Douro Litoral: boletim da Comissão Provincial de Etnografia e História. O compositor português Fernando Lopes-Graça harmonizou "José e Maria", tendo-a incluída como segundo andamento da sua Segunda Cantata do Natal, terminada em 1961.

## Letra

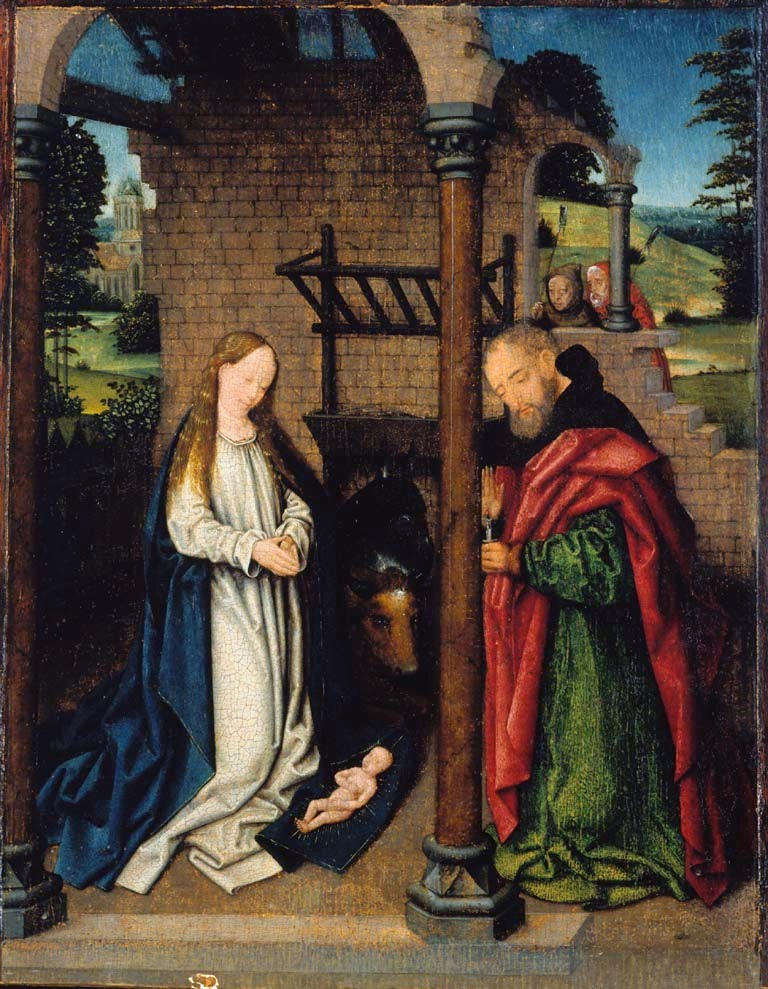
Escola flamenga: Natividade (1475-1500) no Museu Nacional de Arte Antiga.

A letra desta canção de Natal trata do relato da Natividade de Jesus de acordo com a tradição portuguesa. Dá realce à lição dada pelo Deus Menino que ao permitir que o seu nascimento decorra num pobre portal, incentiva os cristãos a serem desprendidos dos bens materiais.

José e Maria

Correm a Belém,

Pedindo pousada

Não la deu ninguém.

Um pobre portal,

De frio geado

Veio a ser o leito

De Deus humanado.

Oh! real pobreza,

Quanto Deus te ama

Pois te escolhe a ti

Para mimosa cama.

## Discografia
- 1964 — Fernando Lopes-Graça Second Christmas Cantata. Coro da Academia de Amadores de Música. Decca / Valentim de Carvalho. Faixa 2.
- 1979 — Fernando Lopes-Graça Segunda Cantata do Natal. Choral Phidellius. A Voz do Dono / Valentim de Carvalho. Faixa 2.
- 2012 — Fernando Lopes-Graça Obra Coral a capella  - Volume II. Lisboa Cantat. Numérica. Faixa 2.[1]